# 朗溪乡 (彭水县)
朗溪乡，是中华人民共和国重庆市彭水苗族土家族自治县下辖的一个乡镇级行政单位。

## 行政区划
朗溪乡下辖以下地区：
朗溪村、思南村、马头村、田湾村和大堡村。